# BASIN TECHNO
『BASIN TECHNO』（ベーシン・テクノ）は、日本のシンガーソングライター・岡崎体育が2016年5月18日にSME Recordsから発売した1枚目のオリジナルアルバムである。

## 内容
- 前作『MEASURE』から僅か2ヶ月で発売された、岡崎のメジャーデビューアルバム。岡崎曰く「『名刺代わりの1枚』を意識した」[1]。
- 全曲岡崎による作詞、作曲、編曲に加え、録音とミキシングも自身の自宅スタジオで行っている。
- 初回生産限定盤と通常盤の2形態で発売され、初回生産限定盤には「Outbreak」「MUSIC VIDEO」「Explan」「Voice Of Heart」「FRIENDS」「家族構成」のミュージック・ビデオを収録したDVDが付属された。 なお、全曲MV監督はヤバイTシャツ屋さんのボーカル・こやまたくやが、「寿司くん」名義で担当している。
- 全曲ノンタイアップであるにもかかわらず、オリコン週間9位、デイリー6位を獲得。iTunes StoreのJ-POPアルバムチャートでは1位に輝いた。

## 収録曲
| 全作詞・作曲・編曲: 岡崎体育。 |                    |          |            |      |
| #                              | タイトル           | 作詞     | 作曲・編曲 | 時間 |
| 1.                             | 「Explain」        | 岡崎体育 | 岡崎体育   | 3:49 |
| 2.                             | 「MUSIC VIDEO」    | 岡崎体育 | 岡崎体育   | 4:03 |
| 3.                             | 「家族構成」       | 岡崎体育 | 岡崎体育   | 4:06 |
| 4.                             | 「FRIENDS」        | 岡崎体育 | 岡崎体育   | 3:35 |
| 5.                             | 「Voice Of Heart」 | 岡崎体育 | 岡崎体育   | 3:48 |
| 6.                             | 「Outbreak」       | 岡崎体育 | 岡崎体育   | 1:14 |
| 7.                             | 「スペツナズ」     | 岡崎体育 | 岡崎体育   | 3:55 |
| 8.                             | 「エクレア」       | 岡崎体育 | 岡崎体育   | 4:35 |
| 合計時間:                      | 合計時間:          | 29:05    |            |      |

| #  | タイトル           | 作詞 | 作曲・編曲 |
| -- | ------------------ | ---- | ---------- |
| 1. | 「Outbreak」       |      |            |
| 2. | 「MUSIC VIDEO」    |      |            |
| 3. | 「Explain」        |      |            |
| 4. | 「Voice Of Heart」 |      |            |
| 5. | 「FRIENDS」        |      |            |
| 6. | 「家族構成」       |      |            |

## 楽曲解説
1. Explain
2019年6月19日に行われたさいたまスーパーアリーナ公演をもって「封印」された[2]。
2. MUSIC VIDEO
ミュージック・ビデオにありがちな演出やシチュエーションを歌ったあるあるネタ。「MUSIC VIDEO」のミュージック・ビデオの撮影は4日間にわたって行われ、歌詞の内容を忠実に再現している[3]。2016年4月14日に発表される予定だったが、同日に発生した平成28年熊本地震によって公開中止、4月19日に改めて公開された[4]。
岡崎自身はこの曲についてディスリスペクトではないと発言している[5]。
ビデオの撮影監督・寿司くん（ヤバイTシャツ屋さん・こやまたくや）は同じ中学校の出身で、テニス部の先輩後輩の関係である。撮影は、岡崎・寿司くん・マネージャーの3人のみで行われた。総制作費は6万円（そのうち3万円がレンタカー代のため、実制作費だけだと3万円）[6]。
2017年3月、このミュージック・ビデオは第20回文化庁メディア芸術祭で「エンターテインメント部門 新人賞」を受賞した。
映像ありきで作られた曲のためライブでは短縮されたバージョンで披露される。
3. 家族構成
4. FRIENDS
5. Voice Of Heart
続編として「Voice Of Heart 2」が存在する（ライブのみで披露され、未音源化）。
6. Outbreak
インスト曲。
7. スペツナズ
8. エクレア

## 参加ミュージシャン
- クズノ (the PARTYS)：Guitar (#7,8)